# Phimosus infuscatus
L'ibis faccianuda (Phimosus infuscatus ) è un uccello della famiglia dei Treschiornitidi, unica specie del genere Phimosus.

## Distribuzione e habitat
La specie ha un areale sudamericano, che comprende Ecuador, Colombia, Venezuela, Guyana, Suriname, Brasile, Bolivia, Paraguay, Uruguay e Argentina.